# A'dia Mathies
A'dia La Joy Mathies (Louisville, 18 maggio 1991) è un'ex cestista statunitense, professionista nella WNBA.

## Carriera
È stata selezionata dalle Los Angeles Sparks al primo giro del Draft WNBA 2013 (10ª scelta assoluta).